# Леопольдо Галтьєрі
Леопо́льдо Фортуна́то Галтьє́рі (Гальтіє́рі) Касте́ллі (ісп. Leopoldo Fortunato Galtieri Castelli; 15 липня 1926 — 12 січня 2003) — аргентинський генерал, диктатор Аргентини з 22 грудня 1981 по 18 червня 1982, що незаконно обіймав посаду президента Аргентини (у сучасній Аргентині виключений із списку президентів).

## Біографія
Леопольдо Галтьєрі був родом з робітничої сім'ї італійських емігрантів, в 17 років вступив до військової академії, здобув освіту офіцера інженерних військ.
У 1975 очолив Інженерний корпус Аргентини. Підтримав військовий переворот Хорхе Рафаеля Відели, і за вірність новому режиму отримав звання генерал-майора (1977), а в 1980 був призначений головнокомандувачем Збройних сил в ранзі генерал-лейтенанта. Брав участь в політиці таємного переслідування політичних опонентів хунти. На початку 1981 відвідав США, де був тепло прийнятий президентом Р. Рейганом. У грудні 1981 змістив колишнього диктатора і очолив Аргентину. Нового головнокомандувача не призначав, щоб зберегти контроль над армією.
Після того, як популярність диктатури впала, Галтьєрі організував військову операцію по встановленню контролю над Фолклендськими островами (квітень 1982), приналежність яких Великій Британії постійно заперечувалася Аргентиною. Це привело до Фолклендської війни, в якій Аргентина зазнала поразки. За декілька днів після відновлення на островах британської влади Галтьєрі був зміщений. В кінці 1983 був арештований і відданий під військовий трибунал за порушення прав людини (за цим звинуваченням був виправданий) і за невдале керівництво аргентинськими військами у війні за Фолклендські острови (засуджений в 1986 р. до тюремного строку). Був помилуваний в 1991 р. У 2002 р. проти нього були висунуті нові звинувачення у викраденнях і вбивствах опозиціонерів і іноземних громадян. Поміщений під домашній арешт. Помер від інфаркту.